# Liste der brasilianischen Botschafter in Angola

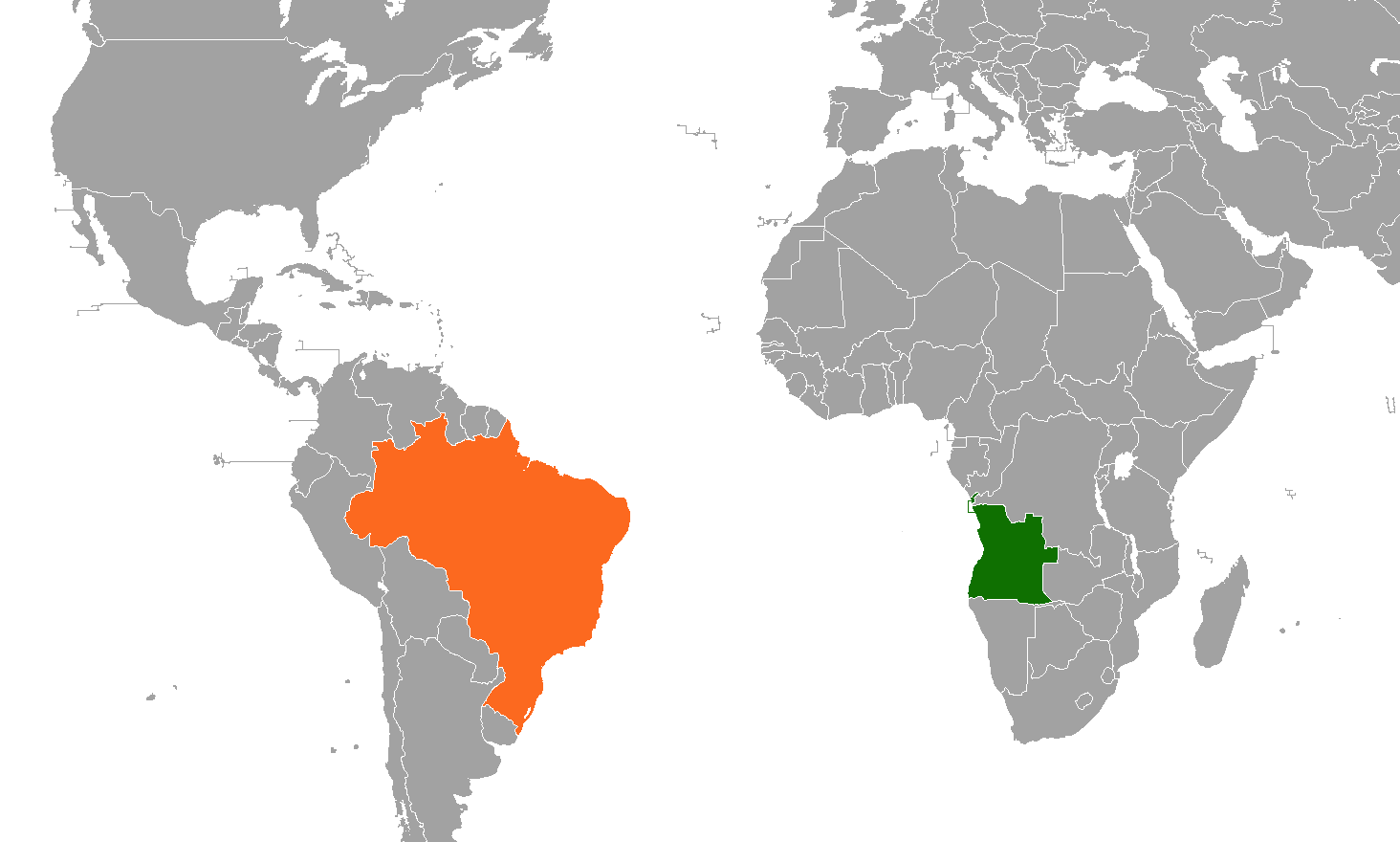
BRA, AGO

Die brasilianische Botschaft befindet sich in der Rua Houari Boumediene, 132 in Luanda.
| Ernannt       | Name                                       | Bemerkungen                                                                                          | ernannt während der Regierung von    | akkreditiert während der Regierung von | Posten verlassen |
| ------------- | ------------------------------------------ | --- | ------------------------------------ | -------------------------------------- | ---------------- |
| 22. März 1975 | Ovídio de Andrade Melo                     | | Ernesto Geisel                       | Lopo do Nascimento                     |                  |
| Mai 1976      | Rodolpho Godoy de Souza Dantas             | (* 3. Januar 1926 in São Paulo) 1951: Geschäftsträger Neu-Delhi, 1975: Generalkonsul in Buenos Aires | Ernesto Geisel                       | Lopo do Nascimento                     | 1980             |
| 1982          | Mauro Sérgio da Fonseca Costa Couto        | 9. Nov. 1987 – 16. Jan. 1991: Botschafter in Bagdad.                                                 | João Baptista de Oliveira Figueiredo | José Eduardo dos Santos                | 1984             |
| 1986          | Paulo Dyrceu Pinheiro                      | gleichzeitig zum Botschafter in São Tomé und Príncipe ernannt.                                       | José Sarney                          | José Eduardo dos Santos                | 10. Jan. 1989    |
| 10. Jan. 1989 | Ivan Oliveira Cannabrava                   | [ 2 ]                                                                                                | José Sarney                          | José Eduardo dos Santos                | 4. Mai 1991      |
| 3. Juni 1991  | Ruy Antonio Neves Pinheiro de Vasconcellos | . | Fernando Collor de Mello             | Fernando José de França Dias Van Dúnem |                  |
| 30. März 1995 | Alexandre Addor Neto                       | 2011: Botschafter in Belgrad                                                                         | Fernando Henrique Cardoso            | Marcolino Moco                         | 1999             |
| 1999          | Jorge D’Escragnolle Taunay Filho           | | Fernando Henrique Cardoso            | José Eduardo dos Santos                | 1. Feb. 2004     |
| 13. Apr. 2005 | Marcelo Leonardo da Silva Vasconcelos      | (* 24. Juni 1945)                                                                                    | Luiz Inácio Lula da Silva            | Fernando da Piedade Dias dos Santos    |                  |
| 29. Nov. 2007 | Afonso José Sena Cardoso                   | [ 6 ]                                                                                                | Luiz Inácio Lula da Silva            | Fernando da Piedade Dias dos Santos    |                  |
| 12. Juni 2010 | Ana Lucy Gentil Cabral Petersen            | (* 7. November 1949 in Fortaleza)                                                                    | Luiz Inácio Lula da Silva            | José Eduardo dos Santos                |                  |
| 31. März 2015 | Norton de Andrade Mello Rapesta            | [ 8 ]                                                                                                | Dilma Rousseff                       | José Eduardo dos Santos                | 2016             |
| 2016          | Paulino Franco de Carvalho Neto            | [ 9 ]                                                                                                | Michel Temer                         |                                        |                  |